# El Sahugo
El Sahugo – gmina w Hiszpanii, w prowincji Salamanka, w Kastylii i León, o powierzchni 58,97 km². W 2011 roku gmina liczyła 219 mieszkańców.